# أرض رديئة

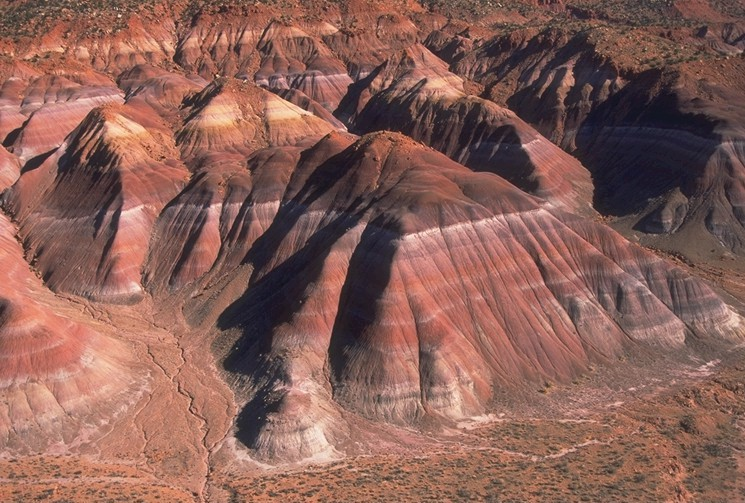
أرض رديئة في (Grand Staircase-Escalante National Monument) بجنوب ولاية يوتا الأمريكية

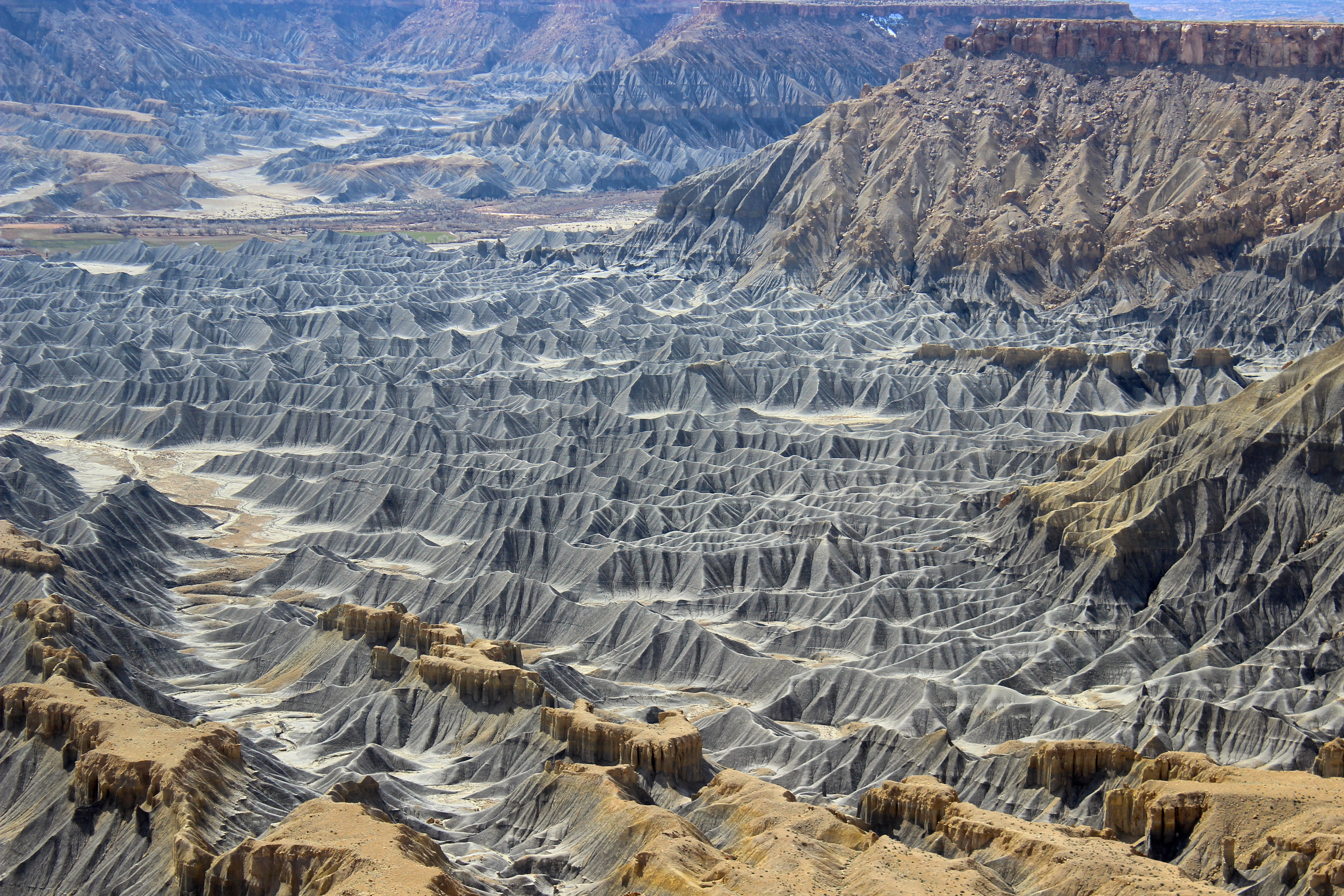
أرض رديئة في (Blue Gate) بولاية يوتا

الأرضُ الرَديئة أو الوعرة أو المنجرفة أو الأرض الجرداء هي أرض مرتفعة جافة ملأى بالأخاديد والشقوق، مطرها قليل لا يكفي لاكتساء الأرض بغطاء من النبت، وتكاد تكون معدومة القيمة في الزراعة والرعي، يؤدي اختلاف مقاومة صخورها لعوامل التعرية إلى بروز أعمدة وأرصفة فوق سطح الأرض.

## تأثيل
قد أخدت هدة التسمية من الأراضي الرديئة التي تقع في الجزء الغربي من ولاية داكوتا الجنوبية بالولايات المتحدة.

## معرض صور

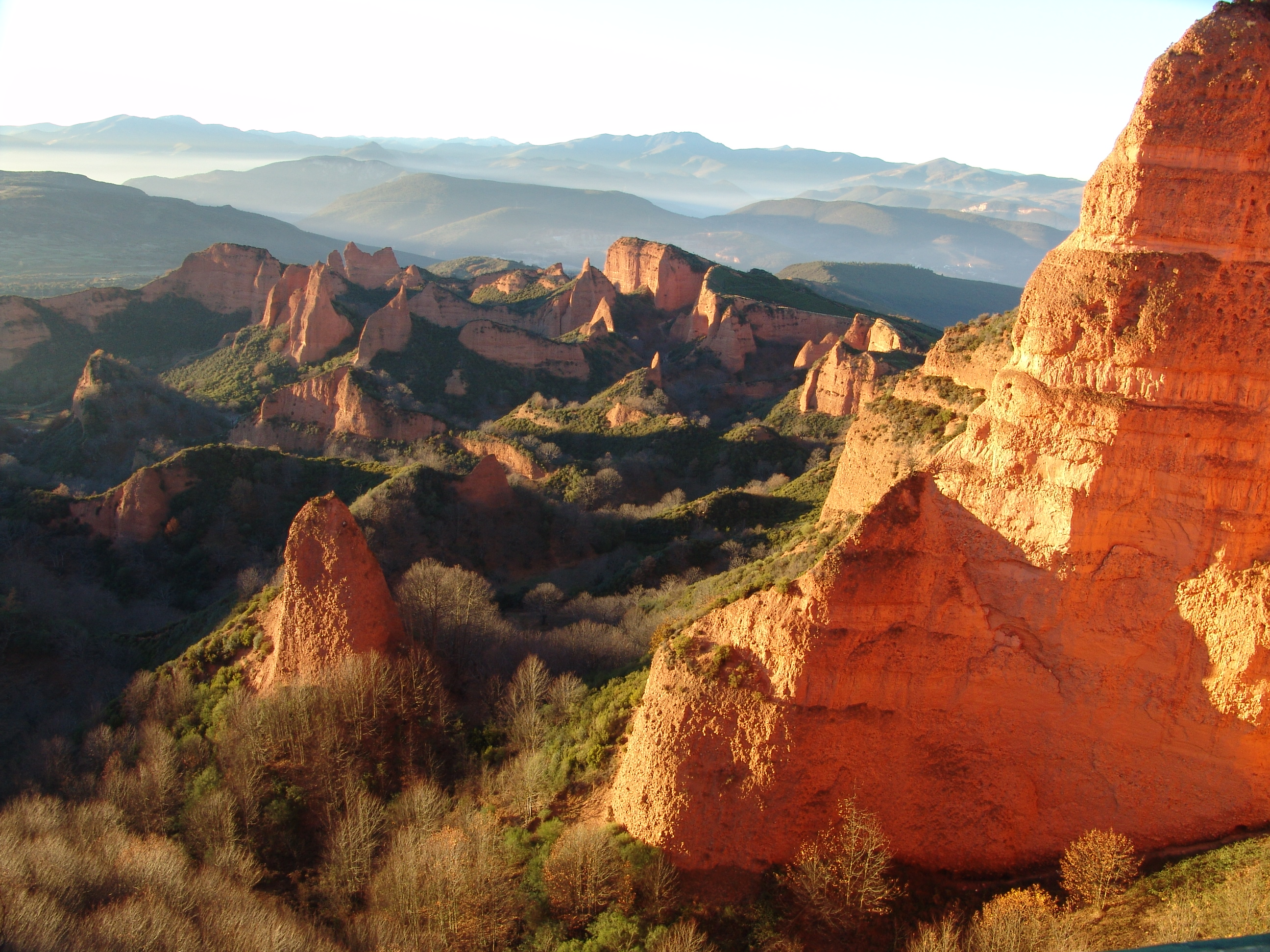
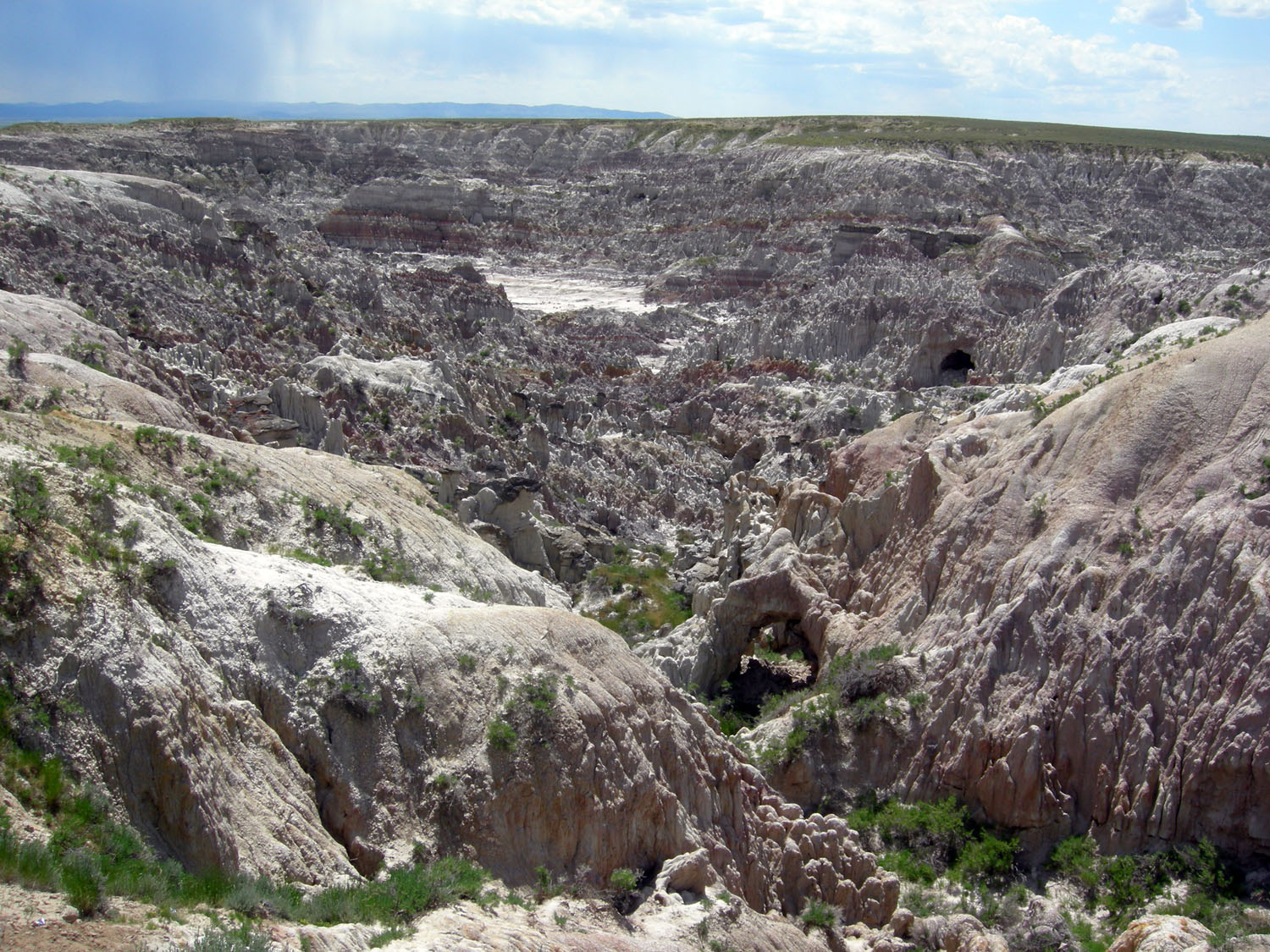
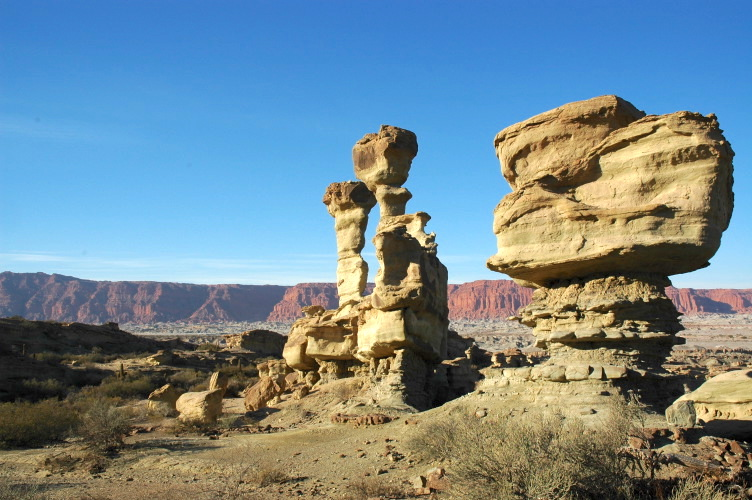
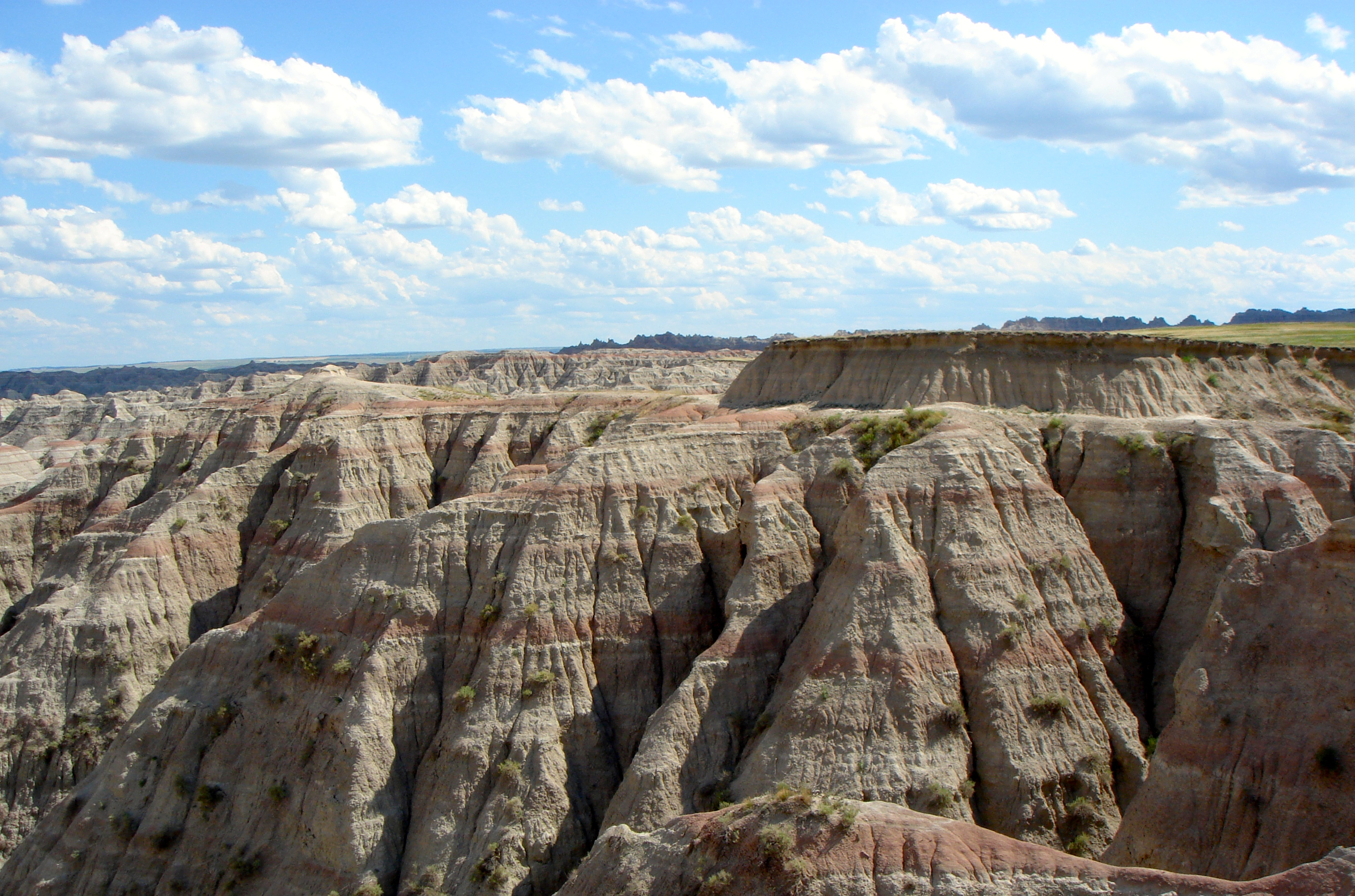

## طالع
- أرض الحرات